# Turpe est in patria vivere
Turpe est in patria vivere et patriam ignorare ist ein Aphorismus in lateinischer Sprache, der oft klassischen Autoren der Antike zugeschrieben wird, aber wahrscheinlich erst im 18. Jahrhundert entstanden ist.
Übersetzt bedeutet der Satz: „Schändlich ist es, in der Heimat zu leben und diese nicht zu kennen.“
Alternative Versionen sind „Malum est...“, „...et patriam nescire“, und „...et patriam non cognoscere.“
Dieses lateinische Zitat wird gerne verwendet – beispielsweise 2014 vom früheren bayerischen Regierungspräsidenten Paul Beinhofer im Vorwort zu einem regionalgeschichtlichen Buch über Würzburg. Als Autor gilt heutzutage „der“ antike Plinius. Abgesehen davon, dass selten weder Plinius Maior noch Minor als eindeutiger Verfasser definiert ist, befindet sich aber keine der Versionen dieses Zitats in einem Werk von diesen beiden. Ein Plinius wird daher als faktischer Urheber dieser Worte ausgeschlossen.
Die früheste gefundene Erwähnung des Zitats steht in der Fauna Svecica von Carolus Linnaeus, beziehungsweise Carl von Linné, aus dem Jahr 1746. In diesem naturwissenschaftlichen Werk über die Fauna Schwedens heißt es „Turpe est in Patria vivere & Patriam ignorare.“ Dagegen wurde hier als Autor der Name „Lancius“ darunter gesetzt, über den leider keine zuverlässigen Informationen ermittelt werden konnten. Später wurde es teilweise Linnaeus selbst, der zum Urheber dieses Zitats erhoben und, primär in naturwissenschaftlichen Schriften, herangezogen wurde.
In seinem Werk The Phytologist von 1848 verwies der Autor Edward Newman sogar auf exakt dieselbe Stelle in Linnaeus’ Buch und ignorierte das Wort „Lancius“ kurzerhand.
Parallel dazu entwickelte sich anscheinend bereits im 19. Jahrhundert die Tradition, das Zitat einem Plinius zuzuordnen, wie ein statistisch-topographisches Buch über das Großherzogtum Hessen von 1823 beweist. Spätestens im 20. Jahrhundert hatte sich offenkundig die Ansicht durchgesetzt, ein Plinius sei der Urheber dieses Spruchs, da es so Eingang in die Schulbildung gefunden hatte. Vornehmlich mit Plinius Maior wurde eine adäquate Wahl getroffen: Seine naturwissenschaftliche Enzyklopädie Naturalis Historia passt am besten zu dem inhaltlichen Zusammenhang, in welchem das Zitat früher verwendet wurde – trotzdem stammt es nicht von ihm.